# Dębień (Wilczęta)
Pour les articles homonymes, voir Dębień.
Dębień est un village polonais de la voïvodie de Varmie-Mazurie, dans le powiat de Braniewo.